# Schihabismus

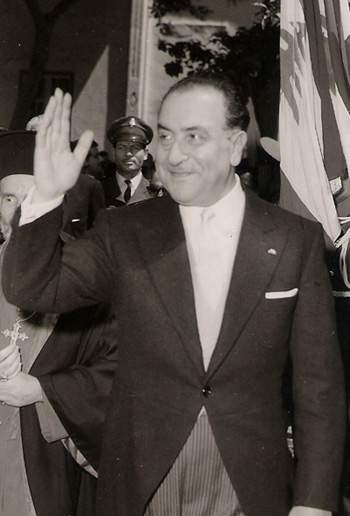
Fuad Schihab (1961)

Der Schihabismus (auch Chehabismus von französisch Chéhabisme) war eine soziale und politische Reformpolitik im Libanon, die nach dem libanesischen Präsidenten Fuad Schihab (Präsident 1958–64) benannt ist.

## Überblick
Er sollte die im Libanonkrieg 1958 sichtbaren, den sozialen und politischen Staatszusammenhalt des Libanon gefährdenden Konflikte lösen, ihre Ursachen beseitigen und die soziale und wirtschaftliche Entwicklung des Libanon durch Reformen fördern. Der Schihabismus war eine erfolgreiche Phase der Stabilisierung der libanesischen Gesellschaft, wurde aber in der Zeit der Präsidentschaft von Charles Helou (Präsident 1964–70), einem Vertrauten Schihabs, zunehmend von ambitionierten rechten und linken Politikern behindert und nach der Wahl von Suleiman Frangieh (Präsident 1970–76) beendet. Der Abbruch des Schihabismus gilt heute, neben der Verlagerung des Nahostkonfliktes in den Südlibanon 1970–82, als eine der Hauptursachen für den Libanesischen Bürgerkrieg (1975–1990).

## Elemente des Schihabismus

### Wirtschaftliche und soziale Reformen
Ein Großteil des Gebietes der libanesischen Gouvernements Libanonberg, Beirut und einige nördlichere Gebirgsregionen bildeten bereits seit 1860 eine autonome osmanische Provinz, die sich seitdem durch französische und teilweise britische Wirtschaftsinvestitionen zu einem Handels- und Bankenzentrum entwickelten, während die übrigen weniger entwickelten Regionen erst 1920 dem „Großlibanon“ angegliedert wurden. Diese oft mehrheitlich muslimischen, seltener mehrheitlich christlichen Regionen waren auch 40 Jahre später meist wirtschaftlich und landwirtschaftlich weniger entwickelt und hatten höhere Analphabetenraten und höheres Bevölkerungswachstum, als der Zentrallibanon.

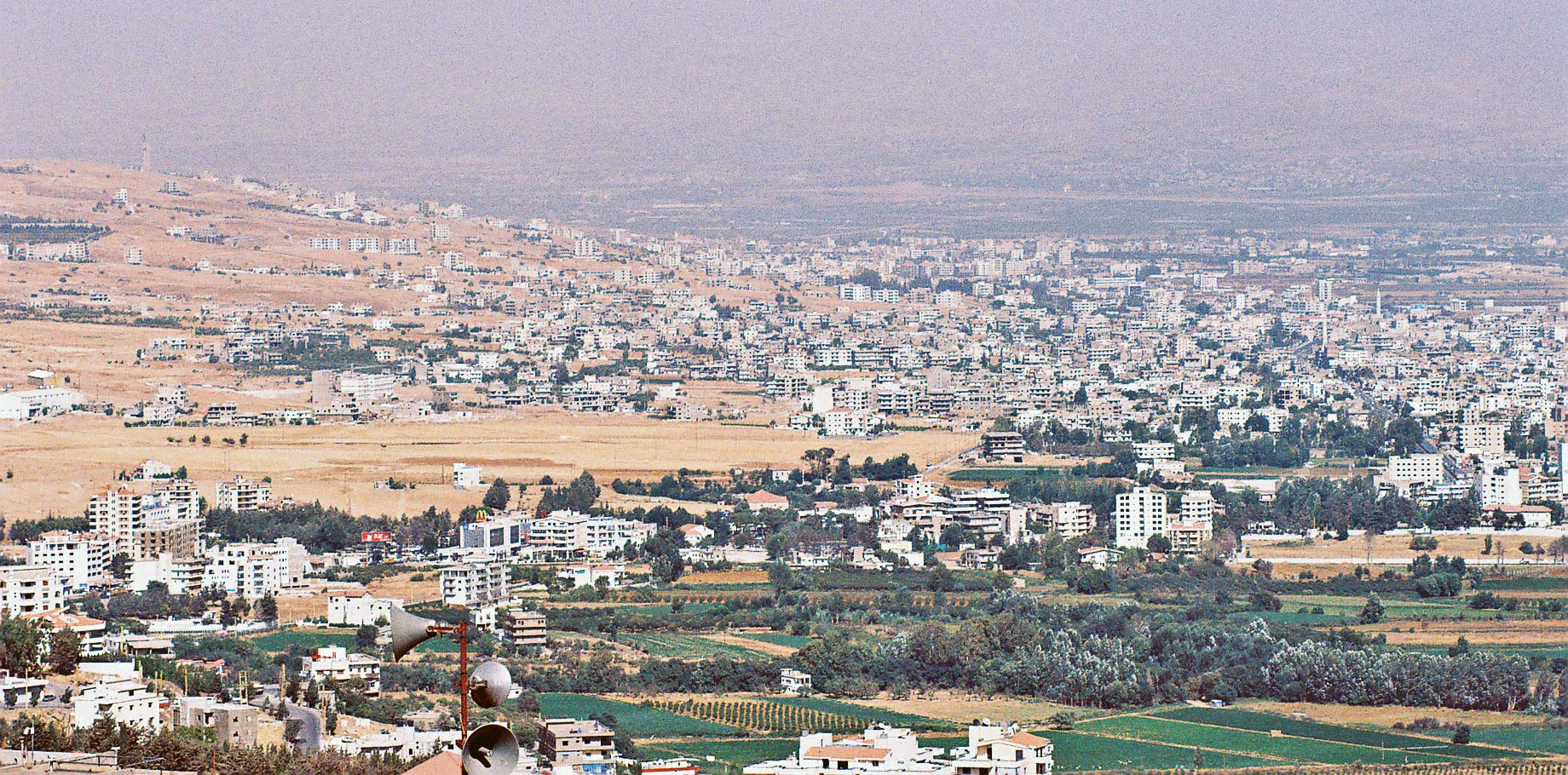
Bewässerte Felder in der Beqaaebene um Zahlé

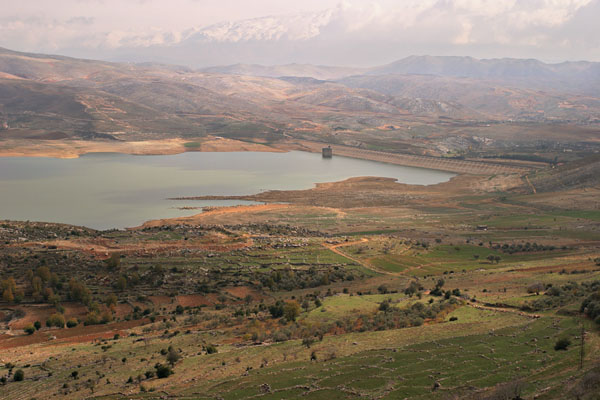
Der Qaraoun-Stausee des Litani in der Beqaaebene.

In der Ära des Schihabismus wurden diese Regionen gezielt wirtschaftlich und bildungspolitisch gefördert. Das markanteste Vorhaben war die Anlage eines Stausees des Litaniflusses als Teilprojekt zur Bewässerung der Süd-Beqaa (auch Westbeqaa genannt, weil die Beqaa in südwestlich-nordöstlicher Richtung verläuft). Der Qaraoun-Stausee wurde schon 1959 fertiggestellt und machte aus der Westbeqaa eine Hochburg des Gemüseanbaus, in Kriegszeiten auch des Drogenanbaus. Es folgten zahlreiche landwirtschaftliche Projekte und Aufforstungen in anderen Regionen des Libanon. Eine Bewässerung der Nord- bzw. Ostbeqaa und Stauung des Orontes war ebenfalls geplant, wurde aber nach Abbruch des Schihabismus nicht mehr umgesetzt. Der landwirtschaftliche und planungs- und entwicklungspolitische Teil des Schihabismus war schon nach zwei Präsidentschaftsjahren Schihabs so erfolgreich, dass Schihab 1960 seinen Rücktritt anbot, weil die libanesische Gesellschaft stabilisiert sei, den das Parlament aber ablehnte.
Auch das Schul- und Bildungssystem der Randregionen wurde gefördert. Der Libanon hat aus liberalen Gründen keine Schulpflicht, aber die Alphabetisierungsrate liegt heute (2010) bei ca. 80–88 % und wurde in der Zeit des Schihabismus deutlich angehoben.
Der bekannteste Teil schihabistischer Sozialreformen war eine Quotenregelung im Staatsdienst (Militär, Ämter, staatliche Schulen und Hochschulen), nach der Angehörige des damals etwa 50%igen muslimischen Bevölkerungsanteils, aber auch Christen aus den Randgebieten bevorzugt wurden, um eine gerechte Verteilung der Verwaltungsämter unter den Konfessionen und Regionen zu erreichen. Erklärtes Ziel der Quoten war aber auch, ärmeren und muslimischen Familien den finanziellen und sozialen Aufstieg zu ermöglichen, um spätere Generationen in die wirtschaftlich erfolgreiche libanesische Ober- und Mittelschicht zu integrieren und so einen wirtschaftlichen Ausgleich der Religionsgemeinschaften herbeizuführen. Vor dem Schihabismus waren neben Maroniten, Armeniern und Drusen in Libanonberg und Beirut fast nur die mehrheitlich sunnitische, seltener rum-orthodoxe bürgerliche Schicht des Küstenstreifens in den libanesischen Wirtschaftsboom integriert. Um die schihabistischen Reformen durchzuführen und um den sozialen Effekt der Quotenregelung zu stärken, wurde der Anteil der im öffentlichen Sektor Beschäftigten von 11 % der Bevölkerung auf 23 % erhöht. Diese Emanzipationspolitik der Bevölkerung der Randgebiete zeigte schon in der Zeit des Schihabismus deutliche Erfolge.
Schließlich wurde eine Libanesische Zentralbank geschaffen, um mit den Mitteln der Banknotenemission und der Zinspolitik Wirtschaftskrisen und Inflationen besser eindämmen zu können. Vor dem Schihabismus hielt man im Libanon aus marktliberalen Ansichten eine währungspolitische Zentralbank für überflüssig, was zu ungebremsten Wirtschaftskrisen führte.

### Beschränkung des Einflusses regionaler Anführer (zuʿamāʾ)
Die libanesische Gesellschaft aller Religionsgemeinschaften wird traditionell von regionalen Notabeln beherrscht. Ursprünglich waren sie traditionelle Führungsfamilien innerhalb der zahlreichen Religionsgemeinschaften des Libanon. Der festgelegte konfessionelle Proporz von der Ämterverteilung in der Regierung bis in die Gemeindeverwaltungen schützte die Beteiligungsrechte der Religionsgemeinschaften und damit automatisch ihrer Notabeln (vgl. Politisches System des Libanon). Sie binden Großfamilien (deren Zusammenhalt auch bei starker libanesischer Diaspora-über drei Millionen Libanesen im Libanon und ca. zwölf Mio. im Ausland-oft erhalten blieb) durch ein kompliziertes, selten wechselndes Klientelsystem an sich und fördern diese zum eigenen Machtzuwachs. Diese Notabeln werden im Libanon arab. zaʿīm ("Führer, Anführer", Plural: zuʿamāʾ, Ehrenanrede: Emīr) genannt, deren Würde traditionell vererbt wird. Konflikte zwischen den zuʿamāʾ gab es in der libanesischen Geschichte mehrfach. Teilweise entwickelten sie sich seit dem 16. Jahrhundert zu Großgrundbesitzern, nur im maronitischen Zentrallibanon beseitigte 1858 eine Bauernrevolte den Großgrundbesitz. Oft wurden die zuʿamāʾ seit dem 19. Jahrhundert zu führenden Unternehmern oder Bankern.
Wichtige Politiker der Zeit waren erbliche zuʿamāʾ, wie Kamal Dschumblat, Camille Chamoun, Pierre Gemayel, Suleiman Frangieh, Raymond Eddé, Raschid Karami, Saeb Salam u. a. Auch Fuad Schihab stammte aus einer zaʿīm-Dynastie, war aber durch seine Biographie neutraler gesinnt. Dieses quasi-"feudale" System hatte den Nachteil, dass sich wachsende einfache Bevölkerungsschichten außerhalb der Klientel der etablierten zuʿamāʾ weder wirtschaftlich, noch politisch emanzipieren konnten und die libanesische Gesellschaft polarisiert wurde. Auch Korruption, Wahlfälschungen und Nepotismus sind weit verbreitet. Schihab hielt wenig von den zuʿamāʾ, die er abfällig „fromagistes“ („Käsisten“, d. h. Leute, die Käseteile abschneiden) nannte. Das Problem verstärkte sich, als eine 1900–1920 geborene Generation der zaʿīm teilweise meinungspolitische Parteien gründete, um ihren Einfluss über religiöse Grenzen hinaus auszuweiten. Beispielsweise begründete Kamal Dschumblatt die Progressive Sozialistische Partei, hätte aber niemals eine Bodenreform zur Enteignung der Großgrundbesitzer durchgeführt (wie die sozialistische Amal-Bewegung in ihrem Herrschaftsgebiet im Bürgerkrieg), weil Dschumblatt selbst der größte Großgrundbesitzer in seiner Heimatregion war.
Schihab versuchte nicht, die Macht der zuʿamāʾ zu beseitigen, sondern sie als verantwortliche Minister in seine Politik zu integrieren und gleichzeitig parallele stattliche Aufstiegsmöglichkeiten zu schaffen. Zur Verwirklichung seiner langfristigen Wirtschafts- und Sozialreformen wurde ein Planungsamt, eine Entwicklungsbehörde, ein Forschungsrat, ein Amt für die Erschließung des Litaniflusses und ein Institut für öffentliche Verwaltung eingerichtet, die alle dem Sekretariat des Präsidentenamtes unter Elias Sarkis unterstanden und unabhängig von den Ministerien waren. In diesen Ämtern saßen zwar auch Anhänger der zuʿamāʾ, aber wirkliche Aufstiegs- und Mitbestimmungsmöglichkeiten hatten nur Anhänger des Schihabismus, meist Experten, Offiziere und Mitarbeiter Schihabs.
Im Gegenzug überließ Präsident Schihab dem Premier und den Ministern wesentlich mehr tagespolitische Verantwortung, als irgendein Kabinett zuvor unabhängig vom Präsidenten besaß. Meist war der Premierminister unter Schihab Raschid Karami, der nach dem Aufstand linker Gruppen 1958 versuchte, eine linke Regierung zu bilden, aber nach einem bewaffneten Aufstand der „rechten“, meist christlichen Milizen ein umfassendes Kabinett rechter und linker zaʿīm einrichtete und selbst zu einem in tagespolitischer Taktik erfahrenen Befürworter des Schihabismus wurde. Innerhalb dieser Regierungen entwickelten sich anfangs Pierre Gemayel und Kamal Dschumblat trotz weltanschaulicher Gegensätze zu überzeugtesten Anhängern der Sozial- und Wirtschaftsreformen Schihabs. Viele Libanesen, aber auch Beobachter und Experten sehen in dieser Eindämmung des sozialen Patronagesystems der zuʿamāʾ den hauptsächlichen Grund für den wachsenden Widerstand und schließlich die Beendigung des Schihabismus.

### Vorgehen gegen radikale Parteien und Milizen
In der libanesischen Gesellschaft, die im 19. Jahrhundert, wie viele orientalische Regionen, nicht unbewaffnet war, hatte sich seit der Zwischenkriegszeit nach damaligem europäischem Vorbild ein System organisierter Parteimilizen gebildet. Den Anfang machte die Kata’ib-Partei unter Pierre Gemayel, die in den 1930er Jahren eine bewaffnete Miliz gründete, andere Parteien gründeten später eigene Milizen. Im Libanonkrieg 1958 waren diese rechten und linken Parteimilizen die Konfliktträger, während Schihab als damaliger Oberbefehlshaber die Armee weitgehend neutral hielt.
Schihab sah in den Milizen eine Gefahr für das Gewaltmonopol des Staates und die Sicherheit der Gesellschaft. Schon Ende 1961 musste Schihab einen Putschversuch der großsyrischen SSNP militärisch niederschlagen. Offene Konflikte vermied Schihab, um Eskalationen zu vermeiden, versuchte aber, die Milizen geheimdienstlich über Agenten auszukundschaften, intern zu schwächen und durch ein System militärischer Erlaubnisscheine zu behindern. Träger dieser Schwächungspolitik war das Deuxième Bureau ("Zweites Büro"; arabisch المكتب الثاني, DMG al-maktab aṯ-ṯānī), der militärische Geheimdienst.

### Außenpolitik

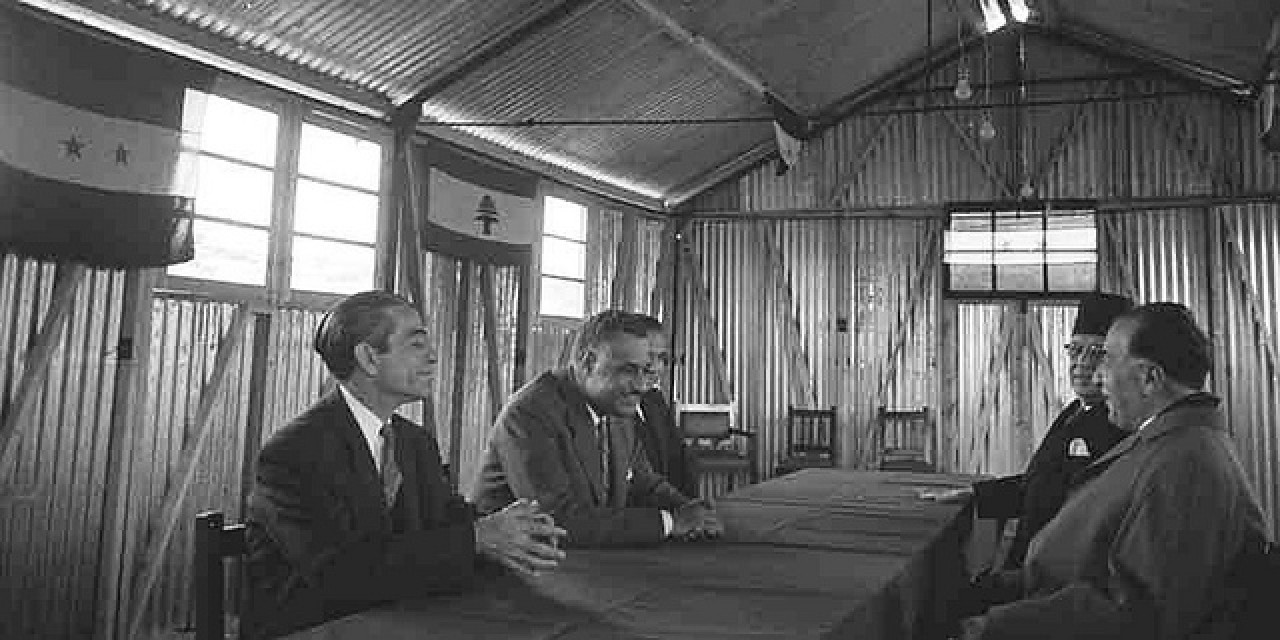
Treffen zwischen Nasser und Schihab an der syrisch-libanesischen Grenze.

Der Libanonkrieg 1958 wurde auch um die Frage des Beitritts des Libanon zur Vereinigten Arabischen Republik unter Gamal Abdel Nasser geführt, den linke Parteien wie Dschumblats PSP, die großsyrische SSNP, die KPL, die Nasseristen und die libanesische Baʿth befürworteten und deshalb auch von Nasser unterstützt wurden, während ihn rechte und liberale, vorwiegend christliche Parteien, wie die Kata’ib, Chamouns NLP und Eddés „Bloc national“ ablehnten und bekämpften.
Schihab gelang es, die Gegensätze der Libanesen zu dieser Frage durch eine Ausgleichspolitik gegenüber der Vereinigten Arabischen Republik zu entschärfen. Bei einem Treffen mit Nasser an der syrisch-libanesischen Grenze im März 1959 sicherte er Nasser eine Politik der Freundschaft und Solidarität zur arabischen Welt zu, Nasser antwortete mit einer ausdrücklichen Anerkennung der Unabhängigkeit und territorialen Integrität des Libanon. Im September 1961 beendete ein Putsch syrischer Offiziere die Herrschaft der Vereinigten Arabischen Republik in Syrien, die dort als Fremdherrschaft der Ägypter empfunden wurde. Seitdem waren panarabistische Vereinigungsprojekte für den Libanon nicht mehr sehr konkret. Allerdings kam es aus Syrien auch 1976–2005 zu Interventionen im Libanon, ohne sich noch einmal mit ihm vereinigen zu wollen.

## Das Ende des Schihabismus

### Opposition gegen den Schihabismus und Abbruch der Politik
Dem Schihabismus schlugen zunehmend Widerstände rechter, liberaler und linker; christlicher und muslimischer Politiker entgegen, die schließlich die Reformen beendeten. Rechte, konservative – meist christliche – und rechtsliberale Politiker kritisierten die schihabistische Sozial- und Quotenpolitik mit dem konservativen Schlagwort „Positive Diskriminierung“, behaupteten eine wachsende Abhängigkeit der Muslime vom Staat und nannten den Präsidenten z. T. polemisch „Muhammad Schihab“. Bürgerliche Politiker aus Beirut und Libanonberg befürchteten eine Vernachlässigung ihrer Regionen. Letztlich waren diese Befürchtungen falsch, denn in der Regierung setzten sich v. a. Minister aus Libanonberg und Beirut für die Entwicklung ihrer Regionen ein und die vom Schihabismus angestoßene Emanzipation der Randregionen der Muslime setzte sich auch nach dem Abbruch der Reformen ohne Abhängigkeit vom Staat fort. Drei führende Politiker dieses Lagers vereinigten sich 1967 mit ihren Parteien zur „Front der Drei“ aus Eddés „Bloc National“, Chamouns „Nationalliberaler Partei“ und Gemayels „Kata’ib“ (Falange), dessen Mandatszahl in den Parlamentswahlen 1968 nur knapp hinter schihabistischen Gruppen stand. Entgegen den Parteinamen galt Chamoun im „christlichen“ Lager als Hardliner, Gemayel als Gemäßigter und Eddé als Liberaler.
Linksliberale und linke Politiker kritisierten die zunehmende Macht des militärischen Geheimdienstes in der Gesellschaft, die sie als undemokratisch kritisierten. Linke fürchteten auch, Schihab arbeite auf eine Militärdiktatur hin. Auch diese Befürchtungen waren übertrieben, denn das „Deuxième Bureau“ überwachte radikale und bewaffnete Gruppen mit Mitteln der Spionage und psychologischen Blockierung ohne Foltergefängnisse oder verfassungsfeindliche Institutionen, während die Geheimdienste späterer Milizen wesentlich skrupelloser handelten. Schihab zeigte kein Interesse am persönlichen Machterhalt. Die chehabistischen Ämter waren dem Präsidenten verpflichtet, nicht seiner Person. Auch weigerte sich Chehab trotz zahlreicher Bitten, eine zweite Präsidentschaftslegislatur anzustreben, die der Verfassung widersprochen hätte. Oft wurde vermutet, dass der Hauptgrund für die Widerstände gegen den erfolgreichen Schihabismus nicht in den rationalisierenden Kritikpunkten lag, sondern in der Begrenzung der Patronagemöglichkeiten der zuʿamāʾ.
Schihab hatte als international geachteter Weltkriegsgeneral und Politiker aus zaʿīm-Familie Autorität auf führende Notabeln des Landes. Seinen von ihm geförderten Nachfolgern, dem Soziologieprofessor Charles Hélou und dem als unbestechlich und begabt geltenden Beamten Elias Sarkis, Sohn einer Wäscherin, fehlte diese Autorität. Durch unerwartete Abkehr Kamal Dschumblats und seiner PSP vom Schihabismus verlor Sarkis die umstrittene Präsidentenwahl im August 1970 gegen Suleiman Frangieh, einen christlichen zaʿīm aus der Region Zgharta, der mit dem erklärten Ziel antrat, den Schihabismus zu beenden. Die dadurch entstandene Gleichzahl der Stimmen im Parlament wurde mit Hilfe von Frangiehs Parteimiliz zu seinen Gunsten entschieden. Frangieh löste nach seiner Wahl alle schihabistischen Ämter, die dem Sekretariat des Präsidenten unterstanden und das „Deuxième Bureau“ auf. Damit nahm sich der libanesische Staat vorerst wichtige Mittel sozialer und wirtschaftlicher Modernisierung, der Dämpfung sozialer und politischer Gegensätze und der Schwächung radikaler und bewaffneter Gruppen.

### Nahostkonflikt und Weg in den Bürgerkrieg
Seit dem Palästinakrieg 1947–49 existieren im Libanon Palästinensische Flüchtlingslager. Deren mehrheitlich muslimische Bewohner können (im Unterschied zu Jordanien) meist nicht Staatsbürger werden, weil sich sonst die Bevölkerungsmehrheit (entgegen festgelegtem Religionsproporz nach der Volkszählung 1932) zugunsten des muslimischen Bevölkerungsanteiles verschieben würde. Oft leben sie (z. T. bis heute) ohne Arbeitserlaubnis am Existenzminimum. Auch sie bildeten bewaffnete Milizen im Rahmen der Teilparteien der PLO. Schihab hatte kein Konzept zur Lösung der Palästinenserfrage, die er als nichtlibanesische Angelegenheit sah, begünstigte aber eine Förderung und Integration der Palästinenser außerhalb der vom UNRWA unterstützten Flüchtlingslager, ohne libanesische Staatsbürgerschaft. Zum religiösen Proporz sah auch Schihab vorerst keine Alternative. Dagegen betrachtete er palästinensische Milizen als ähnliche und – aufgrund ihrer Organisation und Entschlossenheit – größere Gefahr für den Frieden im Libanon, als libanesische Milizen und begegnete ihnen mit ähnlichen militärgeheimdienstlichen Mitteln. Die „Linke“ des Libanon solidarisierte sich mehrheitlich mit dem Kampf der Palästinenser, den sie als ähnlich zum Algerienkrieg verstand, während die prowestliche „Rechte“ palästinensische Aktionen und israelische Gegenschläge ablehnte. Entgegen (auch israelischen) Annahmen waren sie aber nicht rein pro-israelisch (die Anhänger der „israelischen Option“, eines Bündnisses mit Israel, bildeten im „rechten“ Lager eine Minderheit), sondern wollten mehrheitlich den Nahostkonflikt vom Libanon fernhalten. Nach dem Sechstagekrieg 1967 ging Helou im November 1969 unter dem Druck der Arabischen Liga und der internationalen „Neuen Linken“ das Kairoer Abkommen ein. Danach wurden alle offiziellen, von der UNRWA-unterstützten palästinensischen Flüchtlingslager zu ex-territorialen Gebieten, die nicht libanesischer Staatsgewalt, Polizei und dem libanesischen Militär unterstehen, sondern der PLO. Schihab kritisierte seinen Nachfolger Helou deutlich für diesen Schritt, der den palästinensischen Milizen eine völkerrechtlich verbindliche Basis im Libanon verschaffte und damit die Sicherheit des Libanon gefährdete. Das Kairoer Abkommen wurde zwar vom libanesischen Präsidenten Amin Gemayel am 21. Mai 1987 während des Bürgerkrieges annulliert, als die libanesische Armee die Lager nicht erreichen konnte, faktisch besteht der ex-territoriale Status fast aller palästinensischer Lager aber bis heute fort (zehn der zwölf Lager, eines hat die libanesische Armee 2007 gestürmt, ein christlich bewohntes Lager hat sich in seine libanesische Umwelt angeglichen), unter Verwaltung und Sicherheitsverantwortung der PLO und anderer palästinensischer Organisationen, häufig abgetrennt durch Checkpoints der libanesischen Armee an den Zugängen.
Die Lage verschärfte sich erheblich, als kurz nach Ende des Schihabismus im Schwarzen September 1970, die PLO-Führung und PLO-Milizen aus Jordanien vertrieben wurden, aber in Syrien und Ägypten nicht geduldet, in den Libanon auswichen. Die PLO-Führung war entschlossen, den Südlibanon als Kampfbasis gegen Israel weiter auszubauen und parallel ihre erneute Vertreibung aus dem Libanon unmöglich zu machen. Dazu wurden propalästinensische Teile der Zivilbevölkerung des Südlibanon bewaffnet und palästinensische und propalästinensische Guerilla-Kämpfer übernahmen in den nächsten Jahren so weit die Kontrolle im Südlibanon, dass er den Spitznamen „Fatahland“ erhielt und führte von hier aus bewaffnete Kommandounternehmen gegen Nordisrael durch, die oft mit israelischen Luftschlägen beantwortet wurden. Diese Eskalation wurde von der libanesischen Armee als Gefahr für die Sicherheit des Libanon eingestuft. Ein Versuch, mit einer Großoffensive im Mai 1973 den Süden wieder unter Kontrolle zu bringen, scheiterte aber an der Guerillataktik der PLO und wurde auf Druck der arabischen Staaten beendet. Gleichzeitig rüstete die PLO die mit ihnen sympathisierenden linken Parteimilizen massiv auf, um Angriffen rechter Milizen und der Armee vorzubeugen. Von dieser Macht gestärkt ging Dschumblat nun zu der Position über, das konfessionelle Proporzsystem (das ihm als Drusen die Präsidentschaft verweigerte) beseitigen zu wollen. Zunehmend hielt er auch Reden gegen die christlichen Maroniten, die deren Vertreibung oder Vernichtung forderten, und setzte damit Ängste in der christlichen Bevölkerung frei, die von den rechten Milizen mit einer Gegenaufrüstung beantwortet wurden, die nun eine Vertreibung der Palästinenser beabsichtigten. Zunehmend bildete sich dadurch eine Gewaltspirale aus Massakern und Gegenmassakern zwischen rechten Milizen auf der einen Seite und linken libanesischen und palästinensischen Milizen auf der anderen Seite, die schließlich im April 1975 in den libanesischen Bürgerkrieg mündete.